# Éder (calciatore 1986)
Éder Citadin Martins, conosciuto semplicemente come Éder (Lauro Müller, 15 novembre 1986), è un ex calciatore brasiliano naturalizzato italiano, di ruolo attaccante.

## Biografia
Nato in Brasile, possiede anche la nazionalità italiana. Un bisnonno paterno, Giovanni Battista Righetto, era infatti originario di Nove (VI) ed emigrò nel 1891 (all'età di 13 anni) nello stato sudamericano. Il suo nome di battesimo è un tributo a Éder Aleixo de Assis, ala verdeoro al campionato del mondo 1982.

## Caratteristiche tecniche
Punta centrale con un discreto fiuto del gol, tra le sue qualità annovera le capacità fisiche e tecniche, il senso della posizione, l'intelligenza tattica e la duttilità. La sua bravura nel servire assist gli permette di giocare anche da seconda punta oppure ala.

## Carriera

### Club

#### Criciúma, Empoli, Frosinone, Cesena e Brescia
Nell'autunno 2005 il Criciúma, formazione nella quale ha fatto il suo esordio professionistico, lo cede all'Empoli. Debutta in Serie A il 18 marzo 2007, nella sconfitta per 3-1 sul campo della Lazio. Dopo aver esordito anche nelle coppe europee, nel gennaio 2008 passa in comproprietà al Frosinone: con la maglia dei ciociari segna 20 gol sino al termine del campionato 2008-09. Rientrato ai toscani, nel torneo 2009-10 è capocannoniere della serie cadetta: realizza 27 gol, con una quaterna alla Salernitana. Per la stagione seguente si divide - in Serie A - tra Brescia e Cesena, trovando il primo gol nella massima categoria con le Rondinelle.

#### Sampdoria

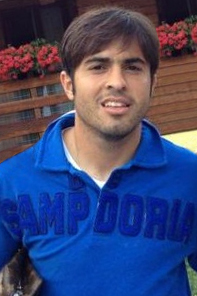
Eder alla Sampdoria nel 2012

Viene così acquistato dalla Sampdoria, contribuendo al ritorno dei liguri in A: segna infatti un gol nella semifinale d'andata dei play-off, in cui la sua squadra sconfigge per 2-1 il Sassuolo. Nel biennio che segue è invece determinante per la salvezza dei blucerchiati, assommando 19 reti in 63 presenze. Nella stagione 2014-15 risulta uno dei punti di forza per i genovesi, che ottengono la qualificazione in Europa League a scapito del Genoa: Éder va in gol per 9 volte, ricevendo anche la chiamata della Nazionale azzurra. Il 6 agosto 2015 trova la prima marcatura in campo internazionale, ma la Sampdoria viene eliminata dal Vojvodina nei preliminari di Europa League con il risultato complessivo di 4-2. Nel girone di andata del campionato 2015-16 segna 12 gol, tra cui il centesimo nel campionato italiano: a subirlo è proprio l'Empoli, il club che lo aveva fatto esordire.

#### Inter
Durante il mercato di gennaio, l'Inter lo acquista facendogli siglare un accordo quinquennale. Nella seconda parte del torneo va a bersaglio in una sola occasione, marcando il definitivo 3-1 contro l'Udinese. Con i nerazzurri è autore anche della sua prima doppietta nelle coppe continentali, messa a referto contro lo Sparta Praga nell'ultima giornata della fase a gironi dell'Europa League 2016-17. Festeggiata con un gol al Pescara la 200ª presenza in A, parte spesso da titolare con Pioli in panchina per sopperire alle assenze di Icardi. Con l'arrivo di Spalletti alla guida dei milanesi, continua ad essere impiegato con frequenza.

#### Jiangsu Suning
Nell'estate 2018 si trasferisce nel campionato cinese, dove fa valere le proprie doti realizzative con la maglia del Jiangsu Suning: mette a segno 11 reti nella stagione d'esordio e 12 nella successiva. Nella stagione 2020 mette a segno 9 reti, tra cui una nella finale per il titolo, vinta per 2-1: il successo consente allo Jiangsu di aggiudicarsi per la prima volta il campionato cinese, trofeo che è anche il primo per Éder. La squadra, che a dicembre aveva perso la finale della Coppa di Cina contro lo Shandong, cessa le proprie attività alla fine di febbraio 2021.

#### San Paolo
Il 26 marzo 2021, Éder si accorda con il San Paolo, firmando un contratto valido fino al 31 dicembre 2022. Due mesi più tardi, vince il campionato Paulista con il club, superando in finale il Palmeiras.

#### Criciúma
Il 17 gennaio 2023, Éder si unisce ufficialmente al Criciúma, squadra con cui aveva esordito fra i professionisti, firmando un contratto valido per due stagioni e ritornando al suo primo club dopo diciassette anni dall'ultima volta.

### Nazionale
La prima convocazione nella nazionale italiana giunge nel marzo 2015, da parte di Antonio Conte. Il 43º oriundo della storia azzurra debutta contro la Bulgaria, segnando - dopo il suo ingresso in campo al posto di Zaza - la rete del pareggio. Entrato stabilmente a far parte delle scelte del commissario tecnico, viene scelto per il campionato d'Europa 2016. Nella seconda gara del girone, segna alla Svezia la rete che qualifica gli azzurri agli ottavi di finale.
Confermato tra i titolari anche dopo l'ingaggio di Ventura, partecipa con la squadra alla fallimentare fase di qualificazione per il campionato del mondo 2018.

## Statistiche

### Presenze e reti nei club
Statistiche aggiornate al 5 agosto 2024
| Stagione         | Squadra          | Campionato       | Campionato | Campionato | Coppe nazionali | Coppe nazionali | Coppe nazionali | Coppe continentali | Coppe continentali | Coppe continentali | Altre coppe | Altre coppe | Altre coppe | Totale | Totale |
| Stagione         | Squadra          | Comp             | Pres       | Reti       | Comp            | Pres            | Reti            | Comp               | Pres               | Reti               | Comp        | Pres        | Reti        | Pres   | Reti   |
| ---------------- | ---------------- | ---------------- | ---------- | ---------- | --------------- | --------------- | --------------- | ------------------ | ------------------ | ------------------ | ----------- | ----------- | ----------- | ------ | ------ |
| 2004             | Criciúma         | C1/CT+A          | 0+1        | 0+0        | -               | -               | -               | -                  | -                  | -                  | -           | -           | -           | 1      | 0      |
| 2005             | Criciúma         | C1/CT+B          | 10+19      | 3+5        | -               | -               | -               | -                  | -                  | -                  | -           | -           | -           | 29     | 8      |
| gen.-giu. 2006   | Empoli           | A                | 0          | 0          | CI              | 0               | 0               | -                  | -                  | -                  | -           | -           | -           | 0      | 0      |
| 2006-2007        | Empoli           | A                | 5          | 0          | CI              | 4               | 0               | -                  | -                  | -                  | -           | -           | -           | 9      | 0      |
| 2007-gen. 2008   | Empoli           | A                | 0          | 0          | CI              | 0               | 0               | CU                 | 1                  | 0                  | -           | -           | -           | 1      | 0      |
| gen.-giu. 2008   | Frosinone        | B                | 19         | 6          | CI              | 0               | 0               | -                  | -                  | -                  | -           | -           | -           | 19     | 6      |
| 2008-2009        | Frosinone        | B                | 33         | 15         | CI              | 1               | 0               | -                  | -                  | -                  | -           | -           | -           | 34     | 15     |
| Totale Frosinone | Totale Frosinone | Totale Frosinone | 52         | 21         |                 | 1               | 0               |                    | -                  | -                  |             | -           | -           | 53     | 21     |
| 2009-2010        | Empoli           | B                | 40         | 27         | CI              | 2               | 0               | -                  | -                  | -                  | -           | -           | -           | 42     | 27     |
| Totale Empoli    | Totale Empoli    | Totale Empoli    | 45         | 27         |                 | 6               | 0               |                    | 1                  | 0                  |             | -           | -           | 52     | 27     |
| 2010-2011        | Brescia          | A                | 35         | 6          | CI              | 1               | 0               | -                  | -                  | -                  | -           | -           | -           | 36     | 6      |
| 2011-gen. 2012   | Cesena           | A                | 17         | 2          | CI              | 2               | 0               | -                  | -                  | -                  | -           | -           | -           | 19     | 2      |
| gen.-giu. 2012   | Sampdoria        | B                | 15+4       | 4+1        | CI              | 0               | 0               | -                  | -                  | -                  | -           | -           | -           | 19     | 5      |
| 2012-2013        | Sampdoria        | A                | 30         | 7          | CI              | 0               | 0               | -                  | -                  | -                  | -           | -           | -           | 30     | 7      |
| 2013-2014        | Sampdoria        | A                | 33         | 12         | CI              | 1               | 0               | -                  | -                  | -                  | -           | -           | -           | 34     | 12     |
| 2014-2015        | Sampdoria        | A                | 30         | 9          | CI              | 1               | 3               | -                  | -                  | -                  | -           | -           | -           | 31     | 12     |
| 2015-gen. 2016   | Sampdoria        | A                | 19         | 12         | CI              | 0               | 0               | UEL                | 2                  | 1                  | -           | -           | -           | 21     | 13     |
| Totale Sampdoria | Totale Sampdoria | Totale Sampdoria | 127+4      | 44+1       |                 | 2               | 3               |                    | 2                  | 1                  |             | -           | -           | 135    | 49     |
| gen.-giu. 2016   | Inter            | A                | 14         | 1          | CI              | 1               | 0               | -                  | -                  | -                  | -           | -           | -           | 15     | 1      |
| 2016-2017        | Inter            | A                | 33         | 8          | CI              | 1               | 0               | UEL                | 6                  | 2                  | -           | -           | -           | 40     | 10     |
| 2017-2018        | Inter            | A                | 29         | 3          | CI              | 2               | 0               | -                  | -                  | -                  | -           | -           | -           | 31     | 3      |
| Totale Inter     | Totale Inter     | Totale Inter     | 76         | 12         |                 | 4               | 0               |                    | 6                  | 2                  |             | -           | -           | 86     | 14     |
| lug.-dic. 2018   | Jiangsu Suning   | CSL              | 16         | 11         | CC              | 0               | 0               | -                  | -                  | -                  | -           | -           | -           | 16     | 11     |
| 2019             | Jiangsu Suning   | CSL              | 24         | 12         | CC              | 1               | 0               | -                  | -                  | -                  | -           | -           | -           | 25     | 12     |
| 2020             | Jiangsu Suning   | CSL              | 14+6       | 8+1        | CC              | 1               | 0               | -                  | -                  | -                  | -           | -           | -           | 21     | 9      |
| Totale Jiangsu   | Totale Jiangsu   | Totale Jiangsu   | 54+6       | 31+1       |                 | 2               | 0               |                    | -                  | -                  |             | -           | -           | 62     | 32     |
| 2021             | São Paulo        | A1/SP+A          | 4+17       | 1+1        | CB              | 3               | 2               | CL                 | 5                  | 1                  | -           | -           | -           | 29     | 5      |
| 2022             | São Paulo        | A1/SP+A          | 14+13      | 1+1        | CB              | 3               | 1               | CS                 | 2                  | 0                  | -           | -           | -           | 32     | 3      |
| Totale São Paulo | Totale São Paulo | Totale São Paulo | 18+30      | 2+2        |                 | 6               | 3               |                    | 7                  | 1                  |             | -           | -           | 61     | 8      |
| 2023             | Criciúma         | C1/CT+B          | 9+26       | 1+9        | CB              | 2               | 1               | -                  | -                  | -                  | -           | -           | -           | 37     | 11     |
| gen.-ago. 2024   | Criciúma         | C1/CT+A          | 10+16      | 2+0        | CB              | 4               | 1               | -                  | -                  | -                  | -           | -           | -           | 30     | 3      |
| Totale Criciúma  | Totale Criciúma  | Totale Criciúma  | 29+62      | 6+14       |                 | 6               | 2               |                    | -                  | -                  |             | -           | -           | 97     | 22     |
| Totale Carriera  | Totale Carriera  | Totale Carriera  | 555        | 169        |                 | 30              | 8               |                    | 16                 | 4                  |             | -           | -           | 601    | 181    |

### Cronologia presenze e reti in nazionale
| Cronologia completa delle presenze e delle reti in nazionale ― Italia | Cronologia completa delle presenze e delle reti in nazionale ― Italia | Cronologia completa delle presenze e delle reti in nazionale ― Italia | Cronologia completa delle presenze e delle reti in nazionale ― Italia | Cronologia completa delle presenze e delle reti in nazionale ― Italia | Cronologia completa delle presenze e delle reti in nazionale ― Italia | Cronologia completa delle presenze e delle reti in nazionale ― Italia | Cronologia completa delle presenze e delle reti in nazionale ― Italia |
| Data                                                                  | Città                                                                 | In casa                                                               | Risultato                                                             | Ospiti                                                                | Competizione                                                          | Reti                                                                  | Note                                                                  |
| --------------------------------------------------------------------- | --------------------------------------------------------------------- | --------------------------------------------------------------------- | --------------------------------------------------------------------- | --------------------------------------------------------------------- | --------------------------------------------------------------------- | --------------------------------------------------------------------- | --------------------------------------------------------------------- |
| 28-3-2015                                                             | Sofia                                                                 | Bulgaria                                                              | 2 – 2                                                                 | Italia                                                                | Qual. Euro 2016                                                       | 1                                                                     | 58’                                                                   |
| 31-3-2015                                                             | Torino                                                                | Italia                                                                | 1 – 1                                                                 | Inghilterra                                                           | Amichevole                                                            | -                                                                     | 61’                                                                   |
| 3-9-2015                                                              | Firenze                                                               | Italia                                                                | 1 – 0                                                                 | Malta                                                                 | Qual. Euro 2016                                                       | -                                                                     |                                                                       |
| 6-9-2015                                                              | Palermo                                                               | Italia                                                                | 1 – 0                                                                 | Bulgaria                                                              | Qual. Euro 2016                                                       | -                                                                     | 85’                                                                   |
| 10-10-2015                                                            | Baku                                                                  | Azerbaigian                                                           | 1 – 3                                                                 | Italia                                                                | Qual. Euro 2016                                                       | 1                                                                     | 78’                                                                   |
| 13-10-2015                                                            | Roma                                                                  | Italia                                                                | 2 – 1                                                                 | Norvegia                                                              | Qual. Euro 2016                                                       | -                                                                     | 62’                                                                   |
| 13-11-2015                                                            | Bruxelles                                                             | Belgio                                                                | 3 – 1                                                                 | Italia                                                                | Amichevole                                                            | -                                                                     | 27’ 80’                                                               |
| 17-11-2015                                                            | Bologna                                                               | Italia                                                                | 2 – 2                                                                 | Romania                                                               | Amichevole                                                            | -                                                                     | 56’ 60’                                                               |
| 24-3-2016                                                             | Udine                                                                 | Italia                                                                | 1 – 1                                                                 | Spagna                                                                | Amichevole                                                            | -                                                                     | 51’                                                                   |
| 29-5-2016                                                             | Ta' Qali                                                              | Italia                                                                | 1 – 0                                                                 | Scozia                                                                | Amichevole                                                            | -                                                                     | 59’                                                                   |
| 13-6-2016                                                             | Lione                                                                 | Belgio                                                                | 0 – 2                                                                 | Italia                                                                | Euro 2016 - 1º turno                                                  | -                                                                     | 75’ 76’                                                               |
| 17-6-2016                                                             | Tolosa                                                                | Italia                                                                | 1 – 0                                                                 | Svezia                                                                | Euro 2016 - 1º turno                                                  | 1                                                                     |                                                                       |
| 27-6-2016                                                             | Saint-Denis                                                           | Italia                                                                | 2 – 0                                                                 | Spagna                                                                | Euro 2016 - Ottavi di finale                                          | -                                                                     | 82’                                                                   |
| 2-7-2016                                                              | Bordeaux                                                              | Germania                                                              | 1 – 1 dts (6 – 5 dtr)                                                 | Italia                                                                | Euro 2016 - Quarti di finale                                          | -                                                                     | 108’                                                                  |
| 1-9-2016                                                              | Bari                                                                  | Italia                                                                | 1 – 3                                                                 | Francia                                                               | Amichevole                                                            | -                                                                     | 74’                                                                   |
| 5-9-2016                                                              | Haifa                                                                 | Israele                                                               | 1 – 3                                                                 | Italia                                                                | Qual. Mondiali 2018                                                   | -                                                                     | 70’                                                                   |
| 6-10-2016                                                             | Torino                                                                | Italia                                                                | 1 – 1                                                                 | Spagna                                                                | Qual. Mondiali 2018                                                   | -                                                                     |                                                                       |
| 9-10-2016                                                             | Skopje                                                                | Macedonia                                                             | 2 – 3                                                                 | Italia                                                                | Qual. Mondiali 2018                                                   | -                                                                     | 84’                                                                   |
| 12-11-2016                                                            | Vaduz                                                                 | Liechtenstein                                                         | 0 – 4                                                                 | Italia                                                                | Qual. Mondiali 2018                                                   | -                                                                     | 74’                                                                   |
| 15-11-2016                                                            | Milano                                                                | Italia                                                                | 0 – 0                                                                 | Germania                                                              | Amichevole                                                            | -                                                                     | 68’                                                                   |
| 28-3-2017                                                             | Amsterdam                                                             | Paesi Bassi                                                           | 1 – 2                                                                 | Italia                                                                | Amichevole                                                            | 1                                                                     | 69’                                                                   |
| 7-6-2017                                                              | Nizza                                                                 | Italia                                                                | 3 – 0                                                                 | Uruguay                                                               | Amichevole                                                            | 1                                                                     | 46’                                                                   |
| 11-6-2017                                                             | Udine                                                                 | Italia                                                                | 5 – 0                                                                 | Liechtenstein                                                         | Qual. Mondiali 2018                                                   | 1                                                                     | 67’                                                                   |
| 2-9-2017                                                              | Madrid                                                                | Spagna                                                                | 3 – 0                                                                 | Italia                                                                | Qual. Mondiali 2018                                                   | -                                                                     | 70’                                                                   |
| 9-10-2017                                                             | Scutari                                                               | Albania                                                               | 0 – 1                                                                 | Italia                                                                | Qual. Mondiali 2018                                                   | -                                                                     | 89’                                                                   |
| 10-11-2017                                                            | Solna                                                                 | Svezia                                                                | 1 – 0                                                                 | Italia                                                                | Qual. Mondiali 2018                                                   | -                                                                     | 65’                                                                   |
| Totale                                                                |                                                                       | Presenze                                                              | 26                                                                    |                                                                       | Reti                                                                  | 6                                                                     |                                                                       |

## Palmarès

### Club

#### Competizioni nazionali
- Campionato cinese: 1

Jiangsu Suning: 2020

#### Competizioni statali
- Campionato paulista: 1

San Paolo: 2021
- Campionato Catarinense: 2

Criciúma: 2023, 2024

### Individuale
- Capocannoniere della Serie B: 1

2009-2010 (27 gol)